# Rebel Yell (песня)
«Rebel Yell» (с англ. — «Мятежный вопль») — сингл британского певца Билли Айдола с одноимённого студийного альбома, выпущенный в октябре 1983 года.
Композиция заняла 9-ю позицию в чарте США и 3-ю позицию в чарте Новой Зеландии; переиздание сингла в 1985 году дало 6-ю строчку на родине певца.
Телеканал VH1 поставил песню на 79-ю позицию в своём списке «100 лучших песен в жанре хард-рок».

## История записи
На телеконцерте VH1 Storytellers в 2001 году Айдол рассказал, что однажды он посетил вечеринку, на которой участники The Rolling Stones — Мик Джаггер, Кит Ричардс и Ронни Вуд — распивали бурбон «Rebel Yell» (в свою очередь названный в честь боевого клича конфедератов). Название Айдолу понравилось, и он решил использовать его. Инструментальное вступление, звучащее как комбинация электрогитары и синтезатора, было записано Стивом Стивенсом единолично; вдохновением ему послужила манера игры Лео Коттке.
«Rebel Yell» исполняется на каждом концерте Айдола. В интервью 2008 года он сказал, что очень любит исполнять её: «Я каждую ночь говорю себе: „Спасибо Боже, что я написал это. Если бы у меня не было этой песни… Я бы не имел ничего похожего, у меня ничего бы не было“».

## Списки композиций
| №  | Название     | Длительность |
| -- | ------------ | ------------ |
| 1. | «Rebel Yell» | 4:45         |
| 2. | «Crank Call» | 3:56         |

| №  | Название                                                                                                | Длительность |
| -- | --- | ------------ |
| 1. | «Rebel Yell»                                                                                            | :            |
| 2. | «(Do Not) Stand in the Shadows» (концерт в Hollywood Palladium Los Angeles, Калифорния, США, март 1984) | :            |

## Факты
- В 1994 году би-сайдом к синглу «Speed»[en] (саундтрек к фильму «Скорость», 1994) была выпущена акустическая версия песни[11].
- В 1996 году музыкальный коллектив Scooter записал кавер-версию для своего альбома Our Happy Hardcore[12].
- На фестивале iHeartRadio Festival 2016 Айдол исполнил «Rebel Yell» совместно с Майли Сайрус[13].

## Позиции в хит-парадах
Еженедельные чарты:
| Год  | Чарт                             | Высшая позиция | Пребывание в чарте |
| ---- | -------------------------------- | -------------- | ------------------ |
| 1984 | Великобритания (UK Albums Chart) | 62             | 4 недели           |
| 1985 | Великобритания (UK Albums Chart) | 6              | 14 недель          |